# Ramazanski bajram
Ramazanski bajram (arap. عيد الفطر, eng. Eid al-Fitr; zvan i "festival prekida posta") važan je islamski blagdan koji traje dva dana i održava se svake godine nakon ramazana, islamskog svetog mjeseca posta i odricanja. Na taj dan muslimanima nije dozvoljeno postiti. Ovim blagdanom obilježava se završetak 29 ili 30-dnevnog posta od izlaska do zalaska Sunca. Ramazanski bajram traje tri dana, a pada na prvi dan mjeseca ševvala, desetog od dvanaest lunarnih mjeseca Islamskog kalendara. Točan dan slavljenja varira ovisno o lokaciji i promatranjima lokalnih religijskih službi.
Na dan Ramazanskog bajrama moli se poseban namaz (islamska molitva) koji se sastoji od dva rekata (jedinica islamske molitve). Smije se izvoditi samo u kongregaciji, a ima i dodatnih šest tekbira.

## Imena
- Ačinski – Uroë Raya Puasa Rojar Eid ("Bajram posta")
- Albanski – Fitër Bajrami, Bajrami i madh ("Veliki bajram")
- Arapski – عيد الفطر Eid Al-Fitr
- Azerski – Ramazan Bayramı, Orucluq Bayramı
- Bamanankan – Seli, Selinicinin ("Manji Seli")
- Bengalski –  রোজার ঈদ, ঈদুল ফিতর / Rozar Eid, Eid Ul-Fitr
- Bošnjački – Ramazanski bajram, Mali Bajram
- Bugarski – Рамазан Байрам / Ramazan Bayram
- Crnogorski – Ramazanski Bajram
- Engleski – Eid Al-Fitr
- Filipinski – Wakas ng Ramadan, Araw ng raya, Lebaran, Hari Raya Buka Puasa, Pagtatapos ng Pag-aayuno
- Francuski (posebno Senegal i Mali) – Korité (iz wolofskog jezika)
- Grčki – Σεκέρ Μπαϊράμ (Šećerni (ili slatki) bajram)
- Hausa – Sallah, Karamar Sallah ("Mali Sallah")
- Hebrejski – עיד אל-פיטר
- Hindski – ईद उल-फ़ित्र ("Eid ul-Fitr")
- Indonezijski – Hari Raya Idul Fitri, Hari Lebaran
- Javanski – Riyadin Pitrah, Riyaya Pitrah; Lebaran; Idul Fitri, Ngaidul Fitri, Ngidil Fitri
- Kazaški – Ораза айт / Oraza ait
- Kineski – Tradicionalni: 開齋節; Pojednostavljeni: 开斋节 / Kāi zhāi jié ("Festival kraja posta")
- Kirgiski – Orozo Mayram
- Kurdski – جێژنی ڕەمەزان / Cejna Remezanê
- Makedonski – Рамазан Бајрам
- Malajski – Hari Raya Aidilfitri ("Dan slavljenja Ramazanskog bajrama"), Hari Raya Puasa ("Dan slavljenja kraja posta"), Hari Lebaran
- Nizozemski – Suikerfeest ("Šećerni bajram")
- Njemački – Ramadanfest, Zuckerfest (Ramazanski bajram, Šećerni bajram)
- Paštunski – کمکی اختر / Kamkay Akhtar ("Manji bajram"); کوچنی اختر / Kočnay Akhtar; وړوکی اختر / Warrukay Akhtar
- Perzijski – عید فطر / Eyd-e Fetr
- Portugalski – Celebração do fim do jejum
- Ruski – Ураза-Байрам (Uraza Bayram)
- Srpski – Рамазански бајрам
- Somalski – Ciidda Ramadaan
- Sundski – Boboran Siyam
- Svahili – Sikukuu ya Idi, Sikukuu ya Mfunguo Mosi
- Španjolski – Fiesta de la ruptura del ayuno
- Tajski – วันอีด / Wạn xīd / Eid-Al fitr
- Tamilski – நோன்பு பெருநாள் / Nōṉpu perunāḷ
- Tatarski – Ураза байрам / Uraza bayram
- Turkmenski – Oraza baýramy
- Turski – Ramazan Bayramı ("Ramazanski bajram"), Şeker Bayramı
- Ujgurski – روزا ھېيت / Roza Hëyt
- Urdu – چھوٹی عید Choṭī ʿĪd ("Manji bajram"), میٹھی عید Mīṭhī ʿĪd ("Slatki bajram"), عیدُ الفطر ʿĪdu l-Fit̤r ("Bajram prekida posta")
- Uzbečki – Рамазон ҳайит / Ramazon hayit
- Zarma – Jingar Keyna ("Manji bajram")

## Datumi
- 3. ožujka 1995. (1415)
- 20. veljače 1996. (1416)
- 9. veljače 1997. (1417)
- 30. siječnja 1998. (1418)
- 19. siječnja 1999. (1419)
- 8. siječnja 2000. (1420)
- 27. prosinca 2000. (1421)
- 16. prosinca 2001. (1422)
- 6. prosinca 2002. (1423)
- 25. studenog 2003. (1424)
- 14. studenog 2004. (1425)
- 3. studenog 2005. (1426)
- 24. listopada 2006. (1427)
- 13. listopada 2007. (1428)
- 1. listopada 2008. (1429)
- 20. rujna 2009. (1430)
- 10. rujna 2010. (1431)
- 30. kolovoza 2011. (1432)
- 19. kolovoza 2012. (1433)
- 8. kolovoza 2013. (1434)
- 28. srpnja 2014. (1435)
- 17. srpnja 2015. (1436)
- 6. srpnja 2016. (1437)
- 25. lipnja 2017. (1438)
- 15. lipnja 2018. (1439)
- 5. lipnja 2019. (1440)
- 24. svibnja 2020. (1441)
- 13. svibnja 2021. (1442)
- 2. svibnja 2022. (1443)
- 21. travnja 2023. (1444)
- 10. travnja 2024. (1445)
- 30. ožujka 2025. (1446)
- 20. ožujka 2026. (1447)